# James Newton Howard
James Newton Howard (født 9. juni 1951 i Los Angeles) er en amerikansk musiker og filmkomponist. Han har komponeret musikken til over 100 film og har bl.a. modtager af en Emmy Award i 2001 og en Grammy Award i 2009.

## Discography
- Goodnight Vienna af Ringo Starr (1974)
- Rock 'n' Roll Survivors af Fanny (1974)
- James Newton Howard (1974)
- Playing Possum af Carly Simon (1975)
- He Don't Like You, Like I Love You af Tony Orlando and Dawn (1975)
- Melissa af Melissa Manchester (1975)
- It's in Everyone of Us af David Pomeranz (1975)
- Rock of the Westies af Elton John (1975)
- ...That's the Way It Is af Harry Nilsson (1976)
- Blue Moves af Elton John (1976)
- The Faragher Brothers af The Faragher Brothers (1976)
- Help Is On the Way af Melissa Manchester (1976)
- The Movies af The Movies (1976)
- Endless Flight af Leo Sayer (1976)
- Better Days & Happy Endings af Melissa Manchester (1976)
- Beautiful Noise af Neil Diamond (1976)
- Something New af Barbi Benton (1976)
- Kiki Dee af Kiki Dee (1977)
- Toto IV af Toto (1982)
- James Newton Howard and Friends (1983)
- The Magazine af Rickie Lee Jones (1984)

## Filmografi
- Head Office (1985)
- Wildcats (med Hawk Wolinski) (1986)
- 8 Million Ways to Die (1986)
- Tough Guys (1986)
- Nobody's Fool (1986)
- Campus Man (1987)
- Five Corners (1987)
- Russkies (1987)
- Promised Land (1988)
- Off Limits (1988)
- Some Girls (1988)
- Go Toward the Light (1988)
- Everybody's All-American (1988)
- Tap (1989)
- Men (1989)
- Major League (1989)
- The Package (1989)
- The Image (1990)
- Coupe de Ville (1990)
- Pretty Woman (1990)
- Revealing Evidence: Stalking the Honolulu Strangler (1990)
- Flatliners (1990)
- Somebody Has to Shoot the Picture (1990)
- Marked for Death (1990)
- Three Men and a Little Lady (1990)
- Descending Angel (1990)
- King Ralph (1991)
- Guilty by Suspicion (1991)
- Dying Young (1991)
- The Man in the Moon (1991)
- My Girl (1991)
- Grand Canyon (1991)
- The Prince of Tides (1991)
- A Private Matter (1992)
- Diggstown (1992)
- 2000 Malibu Road (1992)
- Glengarry Glen Ross (1992)
- American Heart (1992)
- Night and the City (1992)
- Alive (1993)
- Falling Down (1993)
- Dave (1993)
- The Fugitive (1993)
- The Saint of Fort Washington (1993)
- Intersection (1994)
- Wyatt Earp (1994)
- ER (1994)
- Junior (1994)
- Just Cause (1995)
- Outbreak (1995)
- French Kiss (1995)
- Waterworld (1995)
- Restoration (1995)
- Eye for an Eye (1996)
- The Juror (1996)
- Primal Fear (1996)
- Imagine Entertainment ID (1996)
- The Trigger Effect (1996)
- The Rich Man's Wife (1996)
- Space Jam (1996)
- One Fine Day (1996)
- The Sentinel (1996)
- Dante's Peak (1997)
- Liar Liar (1997)
- Fathers' Day (1997)
- My Best Friend's Wedding (1997)
- The Devil's Advocate (1997)
- The Postman (1997)
- From the Earth to the Moon (1998)
- A Perfect Murder (1998)
- Runaway Bride (1999)
- Stir of Echoes (1999)
- The Sixth Sense (1999)
- Mumford (1999)
- Snow Falling on Cedars (1999)
- Wayward Son (1999)
- Dinosaur (2000)
- Gideon's Crossing (2000)
- Unbreakable (2000)
- Vertical Limit (2000)
- Atlantis: The Lost Empire (2001)
- America's Sweethearts (2001)
- Big Trouble (2002)
- Signs (2002)
- Unconditional Love (2002)
- The Emperor's Club (2002)
- Treasure Planet (2002)
- Dreamcatcher (2003)
- Peter Pan (2003)
- Hidalgo (2004)
- The Village (2004)
- Collateral (2004)
- The Interpreter (2005)
- Batman Begins (2005)
- Magnificent Desolation: Walking on the Moon 3D (2005)
- King Kong (2005)
- Freedomland (2006)
- Sony Pictures Animation ID (2006)
- RV (2006)
- Lady in the Water (2006)
- Blood Diamond (2006)
- The Lookout (2007)
- Michael Clayton (2007)
- I Am Legend (2007)
- The Water Horse: Legend of the Deep (2007)
- Charlie Wilson's War (2007)
- The Great Debaters (2007)
- Mad Money (2008)
- The Happening (2008)
- The Dark Knight (2008)
- Youssou N'Dour: I Bring What I Love (2008)
- Defiance (2008)
- Confessions of a Shopaholic (2009)
- Duplicity (2009)
- Wings Over the Rockies (2009)
- It's Complicated (2009)
- Nanny McPhee & The Big Bang (2010)
- Salt (2010)
- The Last Airbender (2010)
- Inhale (2010)
- Love & Other Drugs (2010)
- The Tourist (2010)
- Larry Crowne (2011)
- Water for Elephants (2011)
- The Green Hornet (2011)
- Gnomeo & Juliet (2011)
- Green Lantern (2011)
- Darling Companion (2011)
- The Hunger Games (2012)
- Snow White and the Huntsman (2012)
- The Bourne Legacy (2012)
- After Earth (2013)
- The Hunger Games: Catching Fire (2013)
- Parkland (2013)
- Cut Bank (2014)
- Maleficent (2014)
- Nightcrawler (2014)
- Pawn Sacrifice (2014)
- The Hunger Games: Mockingjay – Part 1 (2014)
- The Hunger Games: Mockingjay – Part 2 (2015)
- Concussion (2015)
- The Huntsman: Winter's War (2016)
- All the Way (2016)
- Fantastic Beasts and Where to Find Them (2016)
- A Series of Unfortunate Events (2017)
- Detroit (2017)
- Fantastic Beasts and Where to Find Them 2 (2018)